# Naturschutzgebiet In der Laake
Das Naturschutzgebiet In der Laake liegt auf dem Gebiet der Stadt Lünen im Kreis Unna in Nordrhein-Westfalen.

## Gebietsbeschreibung
Das etwa 16 ha große Gebiet wurde im Jahr 2007 unter der Schlüsselnummer UN-010 unter Naturschutz gestellt. Es erstreckt sich östlich der Kernstadt Lünen und westlich von Beckinghausen, zwischen der Kamener Straße (L654) im Norden und der Bahnstrecke Oberhausen-Osterfeld–Hamm im Süden.
Das Naturschutzgebiet besteht aus zwei Teilen, beidseits des  Datteln-Hamm Kanals.
Das Feuchtgebiet der östlichen Teilfläche wird von einer Nasswiese bis Nassbrache eingenommen. Die Fläche wird nicht mehr bewirtschaftet, allerdings erfolgt ein Pflegeschnitt, wobei das Mähgut im NSG verbleibt (verrottende Grashaufen). Die Brachfläche ist schwach mit Weiden verbuscht (ca. 10 %), vegetationsbestimmend ist häufig ein Gemisch aus Sumpf-Schachtelhalm, Zottigem Weidenröschen und Sumpfdotterblume. Die Vegetationsdecke ist partiell lückig und stark vermoost. Am Nordostrand stockt ein nahezu durchgängiger Gehölzstreifen, in dem über weite Strecken die Bruch-Weide dominiert. Am Südrand stehen einzelne Erlen, Weiden und Pappeln sowie – im Südwesten – eine Baumweidengruppe.
Die Vegetation der westlichen Teilfläche besteht vor allem aus größeren Gehölzbeständen, Feuchtbrachen, flächigen Weidengebüschen und trockeneren Wiesenbereichen. Der Nordwesten und Westen des Gebietes sind überwiegend gehölzbestanden. Es dominiert ein strauch- und krautreicher Pappelmischforst, kleinflächiger sind Ahorn- und Eichenbestände vertreten. Nördlich des Fußweges ist der Bestand nach Holzentnahme verlichtet. Südlich des Weges finden sich mehrere, teils von Baumweiden umgebene Bombentrichter von ca. 10–15 m Durchmesser mit viel Totholz. Das Wasser ist trüb, eine Wasser- und Röhrichtvegetation fehlt. Nach Osten geht der Gehölzbestand in eine Feuchtbrache mit z. T. anstehendem Wasser und in ein größeres Weidengebüsch über. Auf den höher gelegenen Flächen im Nordosten sind glatthafer- und fuchsschwanzreiche Wiesen sowie kleinere Gehölzbestände anzutreffen. Am Südostrand des Gebietes liegen ein neuer, befestigter Weg (errichtet bei den Arbeiten zur Dammerhöhung des Kanals) und ein frisch ausgehobener Teich. Beide Teilgebiete werden vor allem randlich von Gräben begleitet.

## Schutzziele und Maßnahmen
Biotoptypen nach Paragraph 20c BNatSchG: Sumpf mit Nassbrachen- und Nasswiesenvegetation 
Sicherung und Optimierung eines Feuchtgebietskomplexes aus artenreichen Feuchtbrachen und einem vernässten Waldgebiet.
• Altholz erhalten • Beseitigung von Gehölzen • Erhaltung der Gewässer • extensive Grünlandbewirtschaftung • keine Beweidung • keine Düngung • keine Entwässerung • Pufferzone anlegen • Totholz erhalten • Umwandlung in bodenständigen Gehölzbestand • Vegetationskontrolle • Verbesserung der Wasserqualität • Wiedervernässung. 